# Основы эсперанто

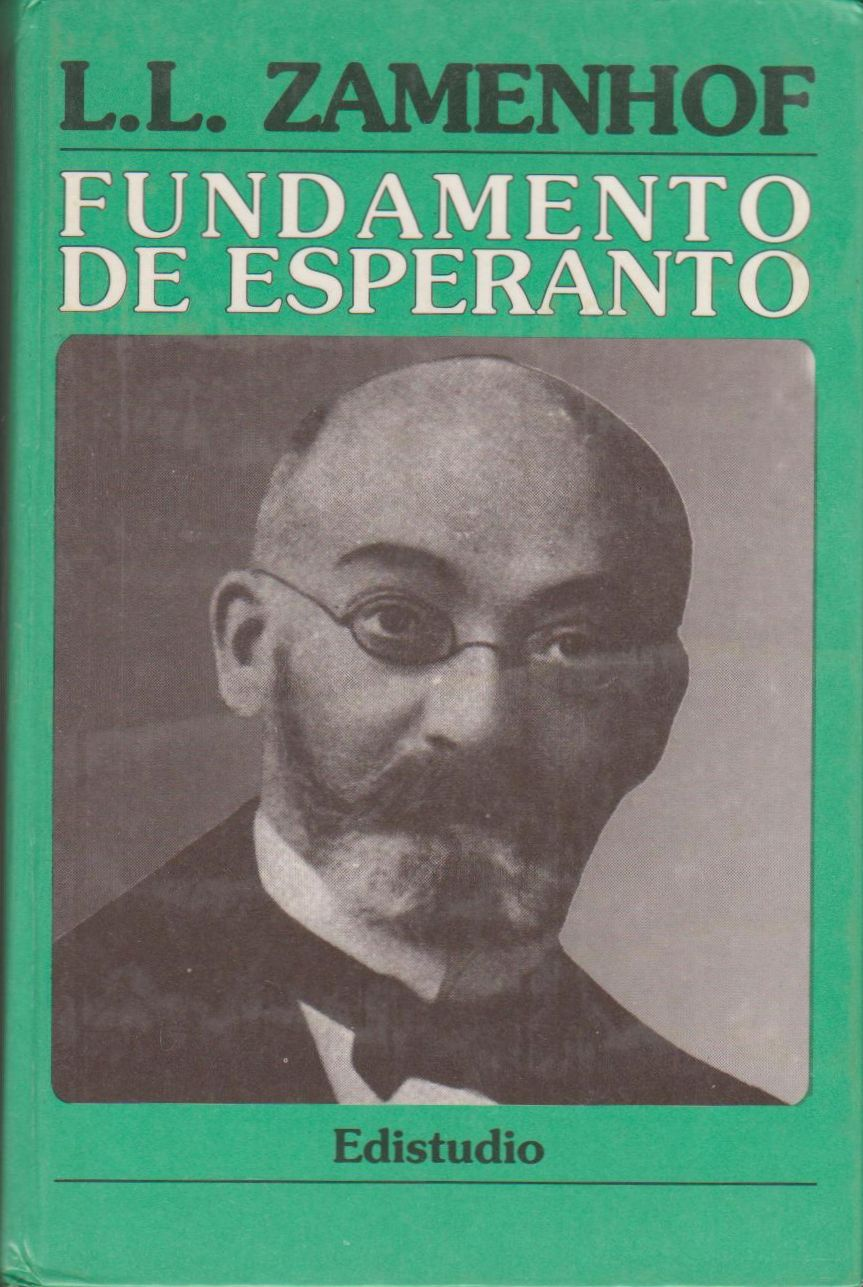

«Осно́вы эспера́нто» (эсп. Fundamento de Esperanto; и в эсперанто, и в других языках часто употребляется укороченная форма (la) Fundamento) — книга Л. Л. Заменгофа, фиксирующая основные грамматические и лексические характеристики языка эсперанто. «Основы эсперанто» признаются всеми эсперантистами как «неприкосновенный базис» языка и призваны играть для эсперанто ту же роль, которую для национальных языков играет языковая традиция. Книга была написана инициатором эсперанто Л. Заменгофом в 1905 году и признана обязательной для всех нормой языка четвёртым пунктом Булонской декларации на I Всемирном конгрессе эсперантистов в том же году.

## История создания

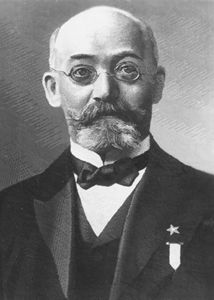
Инициатор эсперанто и автор его «Основ» Л. Заменгоф

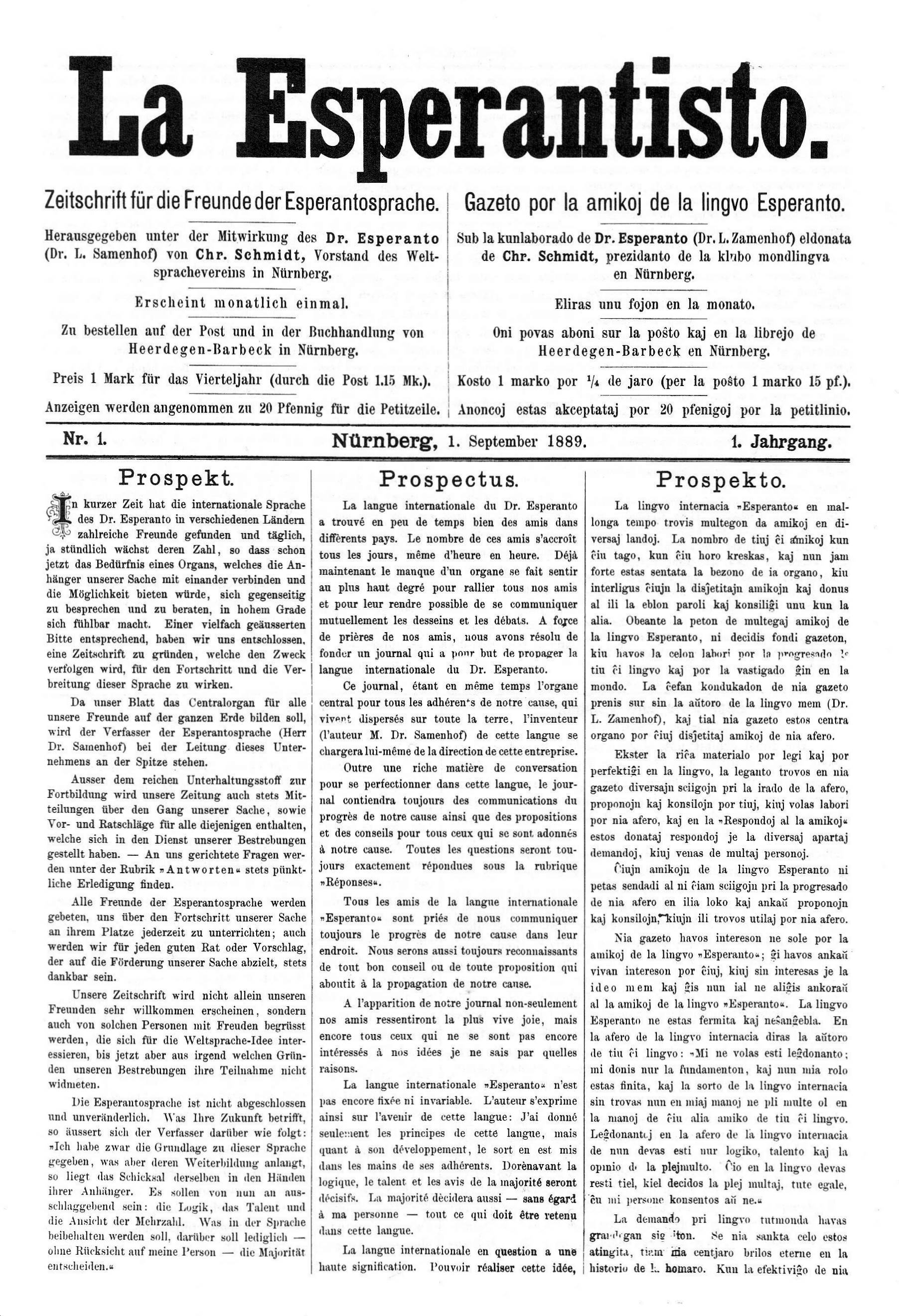
Первый номер первой газеты на эсперанто (La Esperantisto), на страницах которой в 1894 году велась острая дискуссия о реформах в эсперанто

Взгляды Заменгофа на то, каким именно образом может и должен развиваться эсперанто, за первые несколько лет, прошедших после опубликования в 1887 году «Первой книги», претерпели значительные изменения. Поначалу он был готов вносить в свой проект изменения, предлагавшиеся его новыми сторонниками, или же вообще поручить дело реформирования языка какой-либо сторонней организации.
Но надежды решить вопрос о структуре языка «всем миром» не оправдались. Идея решить вопрос о международном языке на всемирном конгрессе, созванном Американским философским обществом, на которое Заменгоф возлагал большие надежды, не была реализована. С другой стороны, сразу после опубликования Первой книги к Заменгофу начал поступать непрерывный поток предложений по «улучшению» эсперанто, которые в основной своей массе, по его мнению, только ухудшали язык (и к тому же противоречили одно другому). С целью сохранить уже имеющиеся наработки Заменгоф осуществил только одну реформу в эсперанто (наречия ряда kian, ian, tian, nenian, ĉian были заменены на наречия kiam, iam, tiam, neniam и ĉiam, что устраняло омонимию между ними и наречиями ряда kia, ia, tia… в форме винительного падежа), и реформаторские настроения были на некоторое время утихомирены.
Однако сравнительно медленное распространение эсперанто в первые годы заставляло многих полагать, что этому способствует именно лингвистическое несовершенство эсперанто, а не какие-либо социальные причины, в связи с чем призывы к реформам в языке стали звучать всё чаще и чаще. Особенно серьёзная борьба среди сторонников и противников реформ развернулась в 1894 году среди подписчиков первого периодического издания на эсперанто (La Esperantisto, издававшегося в Нюрнберге). Под давлением довольно значительного числа сторонников перемен Заменгоф был вынужден провести голосование. Несмотря на то, что большинство проголосовавших поддержало идею оставить эсперанто без изменений (ряд бывших сторонников эсперанто при этом всё же решил оставить эсперанто-движение, по крайней мере, на некоторое время, среди таких был и выдающийся эсперантист А. Грабовский), эта история дала понять Заменгофу, что без существования какой-то общепризнанной базы, которая не подпадала бы под опасность реформ, его язык будет находиться под постоянной угрозой.
Тем не менее, благоприятные предпосылки для появления подобной общепринятой базы сложились только в первые годы XX века. Тому способствовало несколько причин: с одной стороны, эсперанто к этому времени значительно обогатился новой лексикой и грамматическими оборотами, стал формироваться общепризнанный стиль, и стало легче выделить языковую норму, основанную не только на предпочтениях самого Заменгофа (чей стиль продолжал считаться образцовым), но и на «языковом чутье» других эсперантистов. С другой стороны, благодаря заметному распространению эсперанто в Европе (особенно во Франции) организация крупного международного эсперанто-конгресса (который смог бы узаконить эту базу) стала реальной. В итоге «Основы эсперанто» были опубликованы весной 1905 года в преддверии Первого Всемирного конгресса эсперанто. На этом конгрессе, проведённом 5—12 августа 1905 года во французском городе Булонь-сюр-Мер, была принята «Декларация о сущности эсперантизма», четвёртая статья которой гласит:

Эсперанто не имеет никакого личного законодателя и не зависит ни от какого отдельного человека. Все мнения и произведения создателя эсперанто имеют, подобно мнениям и произведениям любого другого эсперантиста, характер абсолютно частный и ни для кого не обязательный. Одним-единственным навсегда обязательным для всех эсперантистов фундаментом языка эсперанто является произведение Fundamento de Esperanto, в которое никто не имеет права вносить изменения. Если кто-то отклоняется от правил и моделей, данных в упомянутом произведении, тот никогда не может оправдываться словами: «так желает или советует автор эсперанто». Любую идею, которая не может быть подходящим образом выражена посредством того материала, который находится в Fundamento de Esperanto, любой эсперантист имеет право выразить таким образом, который он находит наиболее правильным, так же, как это делается в любом другом языке. Но для полного единства языка всем эсперантистам рекомендуется подражать как можно больше тому стилю, который находится в произведениях создателя эсперанто, который больше всего трудился ради и над эсперанто и лучше всего знает его дух.
Оригинальный текст (эсп.)Esperanto havas neniun personan leĝdonanton kaj dependas de neniu aparta homo. Ĉiuj opinioj kaj verkoj de la kreinto de Esperanto havas, simile al la opinioj kaj verkoj de ĉiu alia Esperantisto, karakteron absolute privatan kaj por neniu devigan. La sola unu fojon por ĉiam deviga por ĉiuj Esperantistoj fundamento de la lingvo Esperanto estas la verketo "Fundamento de Esperanto", en kiu neniu havas la rajton fari ŝanĝon. Se iu dekliniĝas de la reguloj kaj modeloj donitaj en la dirita verko, li neniam povas pravigi sin per la vortoj "tiel deziras aŭ konsilas la aŭtoro de Esperanto". Ĉiun ideon, kiu ne povas esti oportune esprimata per tiu materialo, kiu troviĝas en la "Fundamento de Esperanto", ĉiu Esperantisto havas la rajton esprimi en tia maniero, kiun li trovas la plej ĝusta, tiel same, kiel estas farate en ĉiu alia lingvo. Sed pro plena unueco de la lingvo al ĉiuj Esperantistoj estas rekomendate imitadi kiel eble plej multe tiun stilon, kiu troviĝas en la verko de la kreinto de Esperanto, kiu la plej multe laboris por kaj en Esperanto kaj la plej bone konas ĝian spiriton.
— Декларация о сущности эсперантизма, 1905 г., пункт 4 (Bulonja deklaracio, русский перевод)
Таким образом, «Основы эсперанто» стали официально признанной базой эсперанто, каковой они остаются и до сих пор.

## Структура и содержание
«Основы» были составлены из отдельных произведений: учебника из «Первой книги», вышедшей в 1887 году, «Упражнений» (Ekzercaro), вышедших в 1894 году, и Универсального словаря (Universala Vortaro), также вышедшего в 1894 году. Таким образом, «Основы эсперанто» состоят из четырёх частей: предисловия, грамматики, упражнений и универсального словаря.

### Предисловие
В предисловии (Antaŭparolo al la Fundamento de Esperanto), написанном на эсперанто, Л. Заменгоф обосновывает необходимость в подобном сочинении:

Для того, чтобы международный язык мог хорошо и правильно развиваться, для того, чтобы была полная уверенность в том, что он никогда не развалится и что какой-нибудь легкомысленный шаг его будущих сторонников не разрушит работы его прежних сторонников, — крайне необходимо следующее условие: существование ясно обозначенных, неприкосновенных и неизменных Основ языка.
Оригинальный текст (эсп.)Por ke lingvo internacia povu bone kaj regule progresadi kaj por ke ĝi havu plenan certecon, ke ĝi neniam disfalos kaj ia facilanima paŝo de ĝiaj amikoj estontaj ne detruos la laborojn de ĝiaj amikoj estintaj, ― estas plej necesa antaŭ ĉio unu kondiĉo: la ekzistado de klare difinita, neniam tuŝebla kaj neniam ŝanĝebla Fundamento de la lingvo.
— Предисловие к «Основам эсперанто»
Заменгоф неоднократно подчёркивает неприкосновенность «Основ эсперанто», но в то же время обращает внимание на то, что эта неприкосновенность никоим образом не должна и не может сдерживать эволюцию языка. В частности, Заменгоф намечает два возможных пути дальнейшего развития эсперанто: появление новых форм и слов вдобавок к уже существующим (при этом новые слова первое время будут являться «неофициальными», пока какой-либо компетентный орган, например, Академия эсперанто, их не официализирует) и использование новых, более удобных форм параллельно с уже существующими (при этом старые формы, зафиксированные в «Основах эсперанто», никогда не должны выйти из употребления, должны приводиться во всех учебниках эсперанто и в крайнем случае могут трактоваться как устаревшие).

### Базовая грамматика

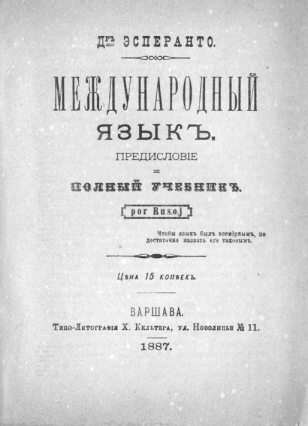
Первый учебник эсперанто, послуживший базисом и для «Основ эсперанто»

Вторым разделом представлена базовая грамматика (Fundamenta gramatiko de la lingvo Esperanto). Эта часть «Основ эсперанто» написана на пяти языках (французском, английском, немецком, русском и польском); все языковые версии считаются одинаково официальными, хотя они и не полностью идентичны (в частности, от версии к версии в одних и тех же пунктах Заменгоф использует различные примеры). На основе синтеза всех пяти версий была составлена «универсальная» базовая грамматика на эсперанто, которая приводится в некоторых грамматических руководствах (к примеру, в «Полной аналитической грамматике», Plena Analiza Gramatiko), однако формально она не имеет статуса официальной.
Основные грамматические правила эсперанто Заменгоф представил в виде трёх разделов: первый раздел в русской версии озаглавлен «Азбука» (в нём приводится алфавит и чтение отдельных букв), второй раздел озаглавлен «Части речи» и содержит восемь пунктов, третий раздел озаглавлен «Общие правила» и тоже состоит из восьми пунктов. Структура и содержание этого раздела полностью идентичны тому, что было представлено в Первой книге. Тот факт, что в сумме вся грамматика как в «Основах эсперанто», так и в Первой книге представлена в виде 16 пунктов, породил известный миф (нередко воспроизводимый и самими эсперантистами) о том, что «в эсперанто имеется только 16 правил», что, разумеется, не так (правильнее говорить, что базовая грамматика эсперанто в Первой книге и в «Основах эсперанто» представлена в виде 16 пунктов).
Легко заметить, что различные пункты сильно разнятся по объёму. К примеру, девятый и десятый пункты представляют собой короткие предложения:

9. Каждое слово читается такъ, какъ оно написано. 

10. Удареніе всегда находится на предпослѣднемъ слогѣ.
— Русское описание грамматики в «Основах эсперанто»
В то же время самый большой пункт (№ 6) представляет всю систему изменения эсперантского глагола (вместе со всеми формами причастий и деепричастий), описывает образование страдательного залога и даже указывает, какой предлог необходимо употреблять для указания деятеля при использовании этого залога.

### Упражнения
Упражнения (Ekzercaro de la lingvo internacia «Esperanto») представляют собой набор постепенно усложняющихся фраз, абзацев и небольших текстов, разбитых на 42 параграфа. После каждого параграфа приводится перечень впервые встретившихся слов с их переводом на 5 основных языков «Основ эсперанто». Фразы и тексты упражнений составлялись Заменгофом таким образом, чтобы как можно более полно продемонстрировать принципы использования всех грамматических структур и элементов эсперанто. Некоторые параграфы содержат непосредственные грамматические указания (например, о структуре эсперантских коррелятивов, об использовании предлога je, об использовании винительного падежа для указания направления и др.), а в последнем пункте демонстрируется гибкость системы эсперантского словообразования посредством построения пяти десятков слов, образованных от одного корня san-. Кроме того, отдельными параграфами в Упражнениях представлен перевод сказки Х. К. Андерсена «Волшебница» (La Feino).
Можно сказать, что Упражнения дополняют грамматику и показывают, каким образом необходимо её применять.

### Универсальный словарь
«Универсальный словарь» (Universala vortaro de la lingvo internacia Esperanto) содержит около 2640 эсперантских корней (не словоформ) с их переводом на пять языков. Словообразовательные морфемы (приставки, суффиксы и окончания) представлены в виде отдельных элементов; в статьях к ним приводятся примеры их использования. Эта часть «Основ эсперанто» копирует «Универсальный словарь», выпущенный Заменгофом уже в 1894 году. Далеко не все из представленных в словаре корней являются часто используемыми; в нём широко представлены названия растений (ольха, лебеда, дурман и др.) и животных (зимородок, угорь, опоссум и др.), а также относительно редкие узкоспециализированные термины (квасцы, артрит, родительный падеж и др.).
В начале словаря приводится вступление, опять же повторяющее вступление из словаря Первой книги, на всех пяти языках; русский вариант гласит:

Все, что написано на международномъ языкѣ Эсперанто, можно понимать съ помощью этого словаря. Слова составляющія вмѣстѣ одно понятіе, пишутся вмѣстѣ, но отдѣляются другъ отъ друга черточкой; такъ напримѣръ слово «frat’in’o», составляя одно понятіе, сложено изъ трехъ словъ, изъ которыхъ каждое надо искать отдѣльно.
— Универсальный словарь «Основ эсперанто»

## Значение и влияние
«Основы эсперанто» безусловно сыграли чрезвычайно важную роль в стабилизации эсперанто и обеспечении его развития путём эволюционных преобразований, а не революционных изменений. Эта стабилизирующая роль была особенно хорошо выражена в 1907-08-х годах во время так называемого «Идо-раскола», в 1920-30-х годах, когда в эсперанто-среде шли острые дискуссии по поводу так называемых «неологизмов», а также в 1967 году, когда на основании примеров из Упражнений Академия эсперанто приняла решение по поводу значения пассивных причастий (т. н. «ATA/ITA-полемика»). Кроме этого на основании т. н. «неявных указаний», имеющихся в «Основах эсперанто», было сделано несколько чрезвычайно важных выводов о функционировании эсперанто как языковой системы, к примеру, развита и обоснована современная теория эсперантского словообразования (у её истоков стоял Рене де Соссюр, а основным защитником выступил Кальман Калочаи).
Несмотря на то, что «Основы эсперанто» по определению считаются безошибочными, слишком формальное или предвзятое рассмотрение отдельных их норм и примеров нередко приводило к появлению «нестандартных» заключений и точек зрения, не соответствующих языковой норме и отвергаемых эсперанто-сообществом. Появлению подобных «отклонений» способствует и тот факт, что «Основы эсперанто» сами по себе содержат неточности или же моменты, допускающие противоречивые толкования. Например, приведение переводов эсперантских корней на несколько национальных языков (при одинаковой «официальности» всех этих переводов) иногда даёт повод усомниться в точном значении того или иного слова в связи с неизбежным несовпадением семантических характеристик одних и тех же слов в разных языках. К примеру, корень ofend в «Основах эсперанто» переводится следующим образом: «offenser | offend | beleidigen | обижать | obrażać, krzywdzić». Ориентация на семантику французского слова offenser позволяет использовать в эсперанто такие формы, как ofendi leĝon (в значении «нарушить, не соблюсти закон»), тогда как другие языки такого использования не поддерживают (в нынешней литературной норме подобное использование считается неудачным). В подобных случаях норма формируется и уточняется более поздними источниками, такими как авторитетные словари эсперанто (например, NPIV).
В наше время значение «Основ эсперанто» для рядовых эсперантистов довольно ограничено; в качестве учебной или справочной литературы они практически не используются из-за того, что являются как морально, так и лингвистически устаревшими — некоторые формы, представленные в них, в настоящее время практически полностью вышли из употребления, уступив место новым оборотам (хотя и считаются формально правильными). Можно сказать, что основная стабилизирующая роль в эсперанто перешла от «Основ» к многочисленным современным учебникам и словарям, которые, в свою очередь, создаются с оглядкой на норму, представленную в «Основах», но с учётом и современного узуса. Тем не менее, те или иные решения Академии эсперанто (которые формально носят лишь рекомендательный характер, но всё же пользуются значительным доверием эсперанто-сообщества) обязательно мотивируются и подкрепляются положениями из «Основ» («соответствуют их духу»). Таким образом, опосредованно «Основы эсперанто» продолжают играть свою стабилизирующую роль и в настоящее время.

## Интересно
- Настойчивое повторение тезиса Заменгофа о том, что «Основы эсперанто» должны быть «неприкосновенными», сделало слово неприкосновенный (netuŝebla) в эсперанто чрезвычайно «нагруженным» сторонними смыслами, непередаваемыми при обычных переводах с эсперанто на национальные языки. Этот факт нередко используется в шутках и каламбурах, например, Ŝi estas eĉ pli netuŝebla, ol la Fundamento mem! («Она ещё более неприкосновенна [её ещё сложнее потрогать], чем сами „Основы“!»).
- Несмотря на то, что с момента выхода «Основ» прошло уже более ста лет, формализм в отношении их «неприкосновенности» не может не удивлять стороннего наблюдателя. К примеру, на сайте Академии эсперанто в пояснительной записке к сетевой версии «Основ» приводится следующий комментарий:

Представленная здесь версия является не картинкой, стереотипно воспроизводящей «Основы», а www-сайтом с настоящим текстом. По этой причине всё многоязычное произведение должно было быть набрано заново с большой вероятностью ошибок, поэтому итоговый текст почти наверняка не на сто процентов соответствует настоящей книжной версии «Основ» (в русской и польской версиях присутствие опечаток не подлежит сомнению).
Поэтому следует рассматривать эту интернетовскую версию только как вспомогательный инструмент для чтения настоящих «Основ». Сетевая версия сама по себе не является «Основами». В каждом серьёзном случае следует справляться, что́ на самом деле напечатано в достойном доверия книжном издании «Основ».
Оригинальный текст (эсп.)La ĉi tie prezentita versio tial ne estas faksimila bildo, sed TTT-paĝaro kun efektiva teksto. Por tio la tuta kompleksa plurlingva verko devis esti retajpita kun granda risko de eraroj, kaj tial la rezulta teksto preskaŭ certe ne estas 100 %-e egala al tiu en la vera papera Fundamento (precipe en la Rusa kaj Pola partoj sendube estas tajperaroj).

Tial necesas rigardi la ĉi-tiean Interretan version kiel nuran helpilon por legi la efektivan Fundamenton. La reta versio mem ne estas la Fundamento. En ĉia serioza uzo necesas kontroli, kio efektive estas presita en fidinda papera eldono de la Fundamento.— Пояснительная записка к сетевой версии «Основ эсперанто» на сайте Академии эсперанто (эсп.)